# Coupe de Nestor (mythologie)
Pour les articles homonymes, voir Coupe de Nestor.

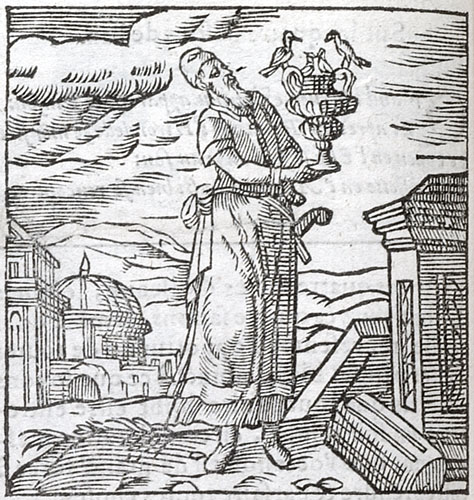
Représentation du XVIe siècle de Nestor soulevant sa coupe, dans les Emblèmes d'André Alciat.

La Coupe de Nestor (en grec ancien Νεστορίς / Nestoris) est, dans la mythologie grecque, une coupe en or légendaire appartenant au héros Nestor, brièvement décrite dans l'Iliade. Évoquée par de nombreux commentateurs durant l'Antiquité, cette coupe est associée à deux découvertes archéologiques portant son nom, la Coupe de Nestor de Mycènes et la Coupe de Nestor de Pithécusses.

## Mythe antique

### Dans l'Iliade
La Coupe de Nestor apparait au chant XI de l'Iliade, lorsque Nestor et Idoménée ramènent Machaon, blessé par une flèche de Pâris, au campement grec. La servante de Nestor, Hécamédé, dresse alors une table sur laquelle se trouve notamment la coupe, remplie d'une boisson médicinale. La coupe fait l'objet d'une courte description :

« [Hékamèdè posa] une très-belle coupe enrichie de clous d’or, que le vieillard avait apportée de ses demeures. Et cette coupe avait quatre anses et deux fonds, et, sur chaque anse, deux colombes d’or semblaient manger. Tout autre l’eût soulevée avec peine quand elle était remplie, mais le vieux Nestôr la soulevait facilement. »

— Homère (trad. Leconte de Lisle), Iliade, chant XI.
La Coupe de Nestor fait l'objet d'une ekphrasis dans ce passage : il s'agit d'un des « objets importants » qui se retrouvent dans les textes homériques, sur lesquels se concentre le poète, qui en fait une sorte de biographie, au même titre que le Bouclier d'Achille (en). Elle peut servir à illustrer la force de Nestor, seul à pouvoir la soulever sans difficulté, qui s'apprête alors à convaincre Patrocle de combattre à la place d'Achille, en faisant un long discours se rapprochant de ceux tenus lors d'un banquet.

### Récits perdus ou lacunaires
La Coupe de Nestor semble apparaître autre part dans le Cycle épique troyen. Stephanie West (en) propose notamment que la coupe apparaitrait dans le récit des exploits de jeunesse de Nestor, sous forme de poèmes, laissant plus de place aux objets surnaturels. Il est aussi possible que Nestor et sa coupe apparaissent dans les Chants cypriens : dans un fragment connu d'une citation d'Athénée de Naucratis, un homme pouvant être identifié comme Nestor console Ménélas après l'enlèvement d'Hélène, en lui faisant boire un remède.

## Commentaires antiques
Malgré la brève description dont fait l'objet la Coupe de Nestor dans l'Iliade, elle est largement discutée au cours de l'Antiquité. Le terme de Νεστορίς (Nestoris) est inventé pour la désigner. Les commentateurs se questionnent sur deux aspects : la taille de la coupe et la présence de colombes sur les anses.
Le fait que seul le vieux Nestor puisse soulever la coupe pleine est questionné à différentes périodes : par des penseurs sophistes, comme Glaucon, Antisthène et Stésimbrote de Thasos, par des auteurs hellénistiques, comme Sosibios de Tarente (à la cour de Ptolémée II Philadelphe), Plutarque et Athénée de Naucratis, ainsi que par Porphyre de Tyr dans ses Questions homériques.
La présence de colombes, sur ou à côté des anses, est commentée par Asclépiade de Myrlée, et inspire le poète romain Martial.

## Rapprochement avec des artéfacts archéologiques

### La Coupe de Nestor de Mycènes

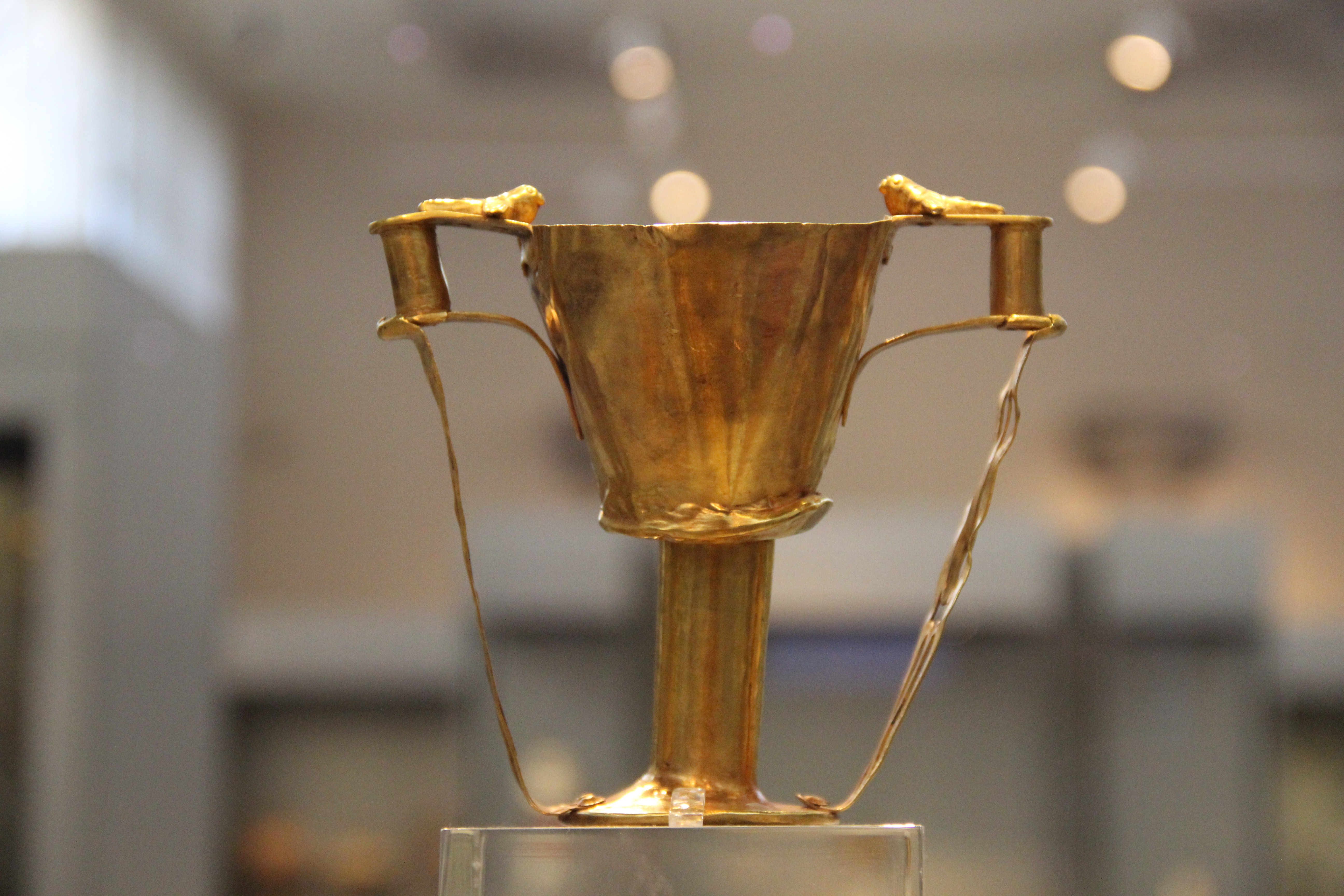
La Coupe de Nestor de Mycènes, conservée au Musée national archéologique d'Athènes.

Le nom de « Coupe de Nestor » est donné par Heinrich Schliemann à un vase en or découvert dans le cercle de tombes A de Mycènes. Ce rapprochement s'appuie sur la présence d'oiseaux sur les anses du vase, semblables aux colombes décrites sur la coupe de l'Iliade.

### La Coupe de Nestor de Pithécusses

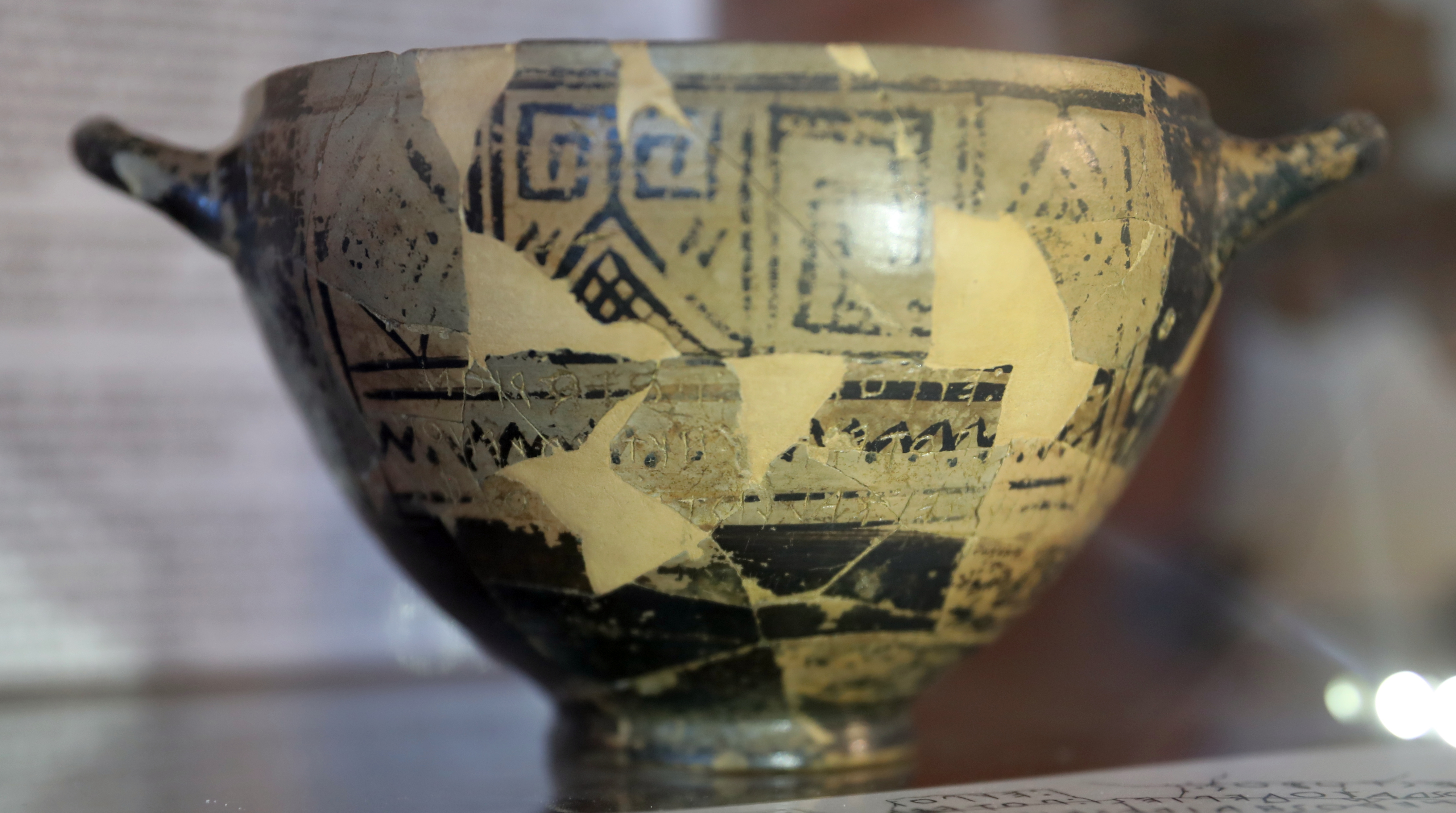
La Coupe de Nestor de Pithécusses, conservée au musée Archéologique de Pithecusae.

Un skyphos rhodien découvert à Pithécusses, daté 720 av. J.-C., est également appelée « Coupe de Nestor ». Il tire son nom d'une inscription de trois lignes, faisant référence à la coupe mythologique. Il est découvert en octobre 1954, dans une tombe datée de 700 av. J.-C., par l'archéologue allemand Giorgio Buchner (it).

### Autres vases
Athénée de Naucratis rapporte l'existence d'une ou deux coupes inspirées de la Coupe de Nestor, déposées dans le temple de Diane à Capoue, à proximité de Pithécusses.
La coupe mythologique peut être rapprochée de coupes de grandes dimensions (plus de 27 cm de hauteur pour 45 cm de diamètre), produites entre 530 et 450 av. J.-C. à Athènes, difficiles à utiliser une fois remplies.
Le décor de colombes de la coupe fait écho au répertoire décoratif de l'orfèvrerie grecque (aussi bien animal que mythologique : lions, gorgones, bétail, etc.), bien qu'aucun artéfact au décor de colombes n'est été retrouvé lors de fouilles archéologiques. En revanche, la position du décor sur les anses est très rare : Jasper Gaunt en recense seulement quatre exemples.

## Influence postérieure
François-René de Chateaubriand fait plusieurs fois référence à la Coupe de Nestor dans son œuvre. Il a connaissance de la description de la coupe dans le chant XI de l'Iliade depuis une édition en latin ; il réalise une traduction française de cet extrait.